# Sân vận động Tự Do
Sân vận động Tự Do là một sân vận động nằm ở trung tâm thành phố Huế, Việt Nam với sức chứa khoảng 16.000 chỗ ngồi. Đây là sân nhà của câu lạc bộ bóng đá Huế (trước là câu lạc bộ bóng đá Thừa Thiên Huế), một câu lạc bộ đang thi đấu tại V.League 2.

## Lịch sử
Sân Tự Do được người Pháp xây dựng vào năm 1934 và ban đầu có tên là Sân vận động Olympic Huế (Stade Olympique de Hué). Sau đó, Triều đình Nhà Nguyễn đổi tên thành Sân vận động Bảo Long (Bảo Long là hoàng thái tử của Vua Bảo Đại và Hoàng hậu Nam Phương) khi sân vận động này được khánh thành trùng với ngày sinh của hoàng thái tử cuối cùng trong lịch sử Việt Nam. Sau Cách mạng Tháng Tám, sân Bảo Long được đổi tên thành sân vận động Tự Do.
Sân Tự Do còn từng được biết đến là sân vận động đầu tiên và duy nhất của Việt Nam cũng như của khu vực Đông Dương có hệ thống lòng chảo dành cho đua xe đạp và mô tô bằng bê tông, với chiều dài 500 mét. Nhiều giải đua xe đạp lòng chảo trước năm 1975, và về sau là các cuộc đua xe mô tô, thường xuyên được tổ chức tại đây, nhưng chỉ được tiến hành khôi phục lại từ những năm 2010.